# Szeptember 6.
Szeptember 6. az év 249. (szökőévben 250.) napja a Gergely-naptár szerint. Az évből még 116 nap van hátra.
Névnapok: Zakariás + Aldán, Bea, Beáta, Csanád, Harkány, Hárkány, Horka, Ida, Magnusz, Manga, Pamína, Noel, Zak

## Események
- 0394 – I. Theodosius csapatai megsemmisítik a Nyugatrómai Birodalom seregeit, Flavius Eugenius és Arbogast meghalnak a Frigidus menti csata során.
- 1442 – A zajkányi csata (Hunyad vármegye). Hunyadi János 15 000 emberével a Vaskapu-hágóban szétveri Sehabeddin beglerbég 80 000 főnyi, Erdélybe benyomult török seregét.
- 1522 – A Victoria, Magellan expedíciójának egyik hajója, visszatér Spanyolországba (San Lucar de Barrameda). Ez az első hajó, amely körbehajózta a Földet.
- 1658 – A szárhegyi csata, melyben a háromszáz fős székely sereg legyőzte a tízszeres túlerőben lévő tatár és moldvai betolakodókat.
- 1688 – Belgrád török védői megadják magukat II. Miksa Emánuel bajor választófejedelem ostromló csapatainak.
- 1698 – I. Lipót magyar király kinevezi Brajkovics Márton zágrábi kanonokot a zengg-modrusi egyházmegye élére.[1]
- 1813 – A dennewitzi csata Jean-Baptiste Bernadotte marsall vezette szövetséges (svéd–orosz–porosz) és a Ney marsall által parancsnokolt francia haderő között.
- 1848 – Kossuth Lajos pénzügyminiszter elrendeli az ötforintos bankjegyek kibocsátását.
- 1859 – Ünnepélyesen felavatják Budapesten a Dohány utcai zsinagóga épületét.
- 1896 –
  - Az 1442-es csata 454. évfordulóján Hunyad vármegye négyméteres buzogányos Hunyadi-emlékművet állíttat a dél-erdélyi Vaskapu-hágóban, Paucsinesd és Zajkány falvak között, a Vámoszajkány nevű hegy tetején (a románok 1992-ben ledöntik).
  - Megnyílik a szegedi Anna fürdő.
  - Megkezdődött az I. Magyar Országos Technikus Kongresszus, melyet a Magyar Mérnök- és Építész-Egylet kezdeményezésére szeptember 6–8. között tartottak Budapesten az akkor a Múzeum körúton lévő József Műegyetemen, és a régi képviselőház Sándor utcai üléstermében.
- 1899 – Megjelenik a piacon a sűrített tej.
- 1914 – Paul von Hindenburg a szeptember 15-éig tartó hadműveletben érzékeny csapást mér a Mazuri-tavaknál az orosz 1. hadseregre.
- 1915 – Bulgária szövetségesi szerződést ír alá a központi hatalmakkal.
- 1934 – Bartók Béla befejezi az V. vonósnégyest.
- 1939 – Dél-Afrika hadat üzen Németországnak.
- 1940 – II. Károly román király lemond (utódja I. Mihály).
- 1941 – A németek által megszállt területeken elrendelik, hogy a zsidóknak sárga csillagot kell viselniük "zsidó" felirattal. A rendelet csak a 6 évnél idősebbekre vonatkozik.
- 1948 – Hollandiában megkoronázzák Julianna királynőt.
- 1948 – Az ÁVO (a Magyar Államrendőrség Államvédelmi Osztálya) átalakul BM ÁVH-vá (a Belügyminisztérium Államvédelmi Hatóságává).
- 1955 – Kádár János lesz az MDP Pest megyei titkára.
- 1959 – A Mattel Játékgyártó cég kiadja az első Barbie babát.
- 1968 – A dél-afrikai Szváziföld függetlenné válik.
- 1975 – Martina Navratilova politikai menedékjogért folyamodik egy New York-i tenisztorna során.
- 1984 – Megnyílik a Budavári Labirintus, a magyar történelmi életképek panoptikuma.
- 1991 – A Szovjet Államtanács elismeri a balti államok függetlenségét.
- 1991 – Leningrád visszakapja eredeti nevét: Szentpétervár (Sankt-Petersburg). Korábban volt Petrográd is.
- 1996 – II. János Pál pápa megkezdi kétnapos magyarországi látogatását. Pannonhalmát és Győrt keresi fel.
- 2022 – Liz Truss személyében kinevezi utolsó miniszterelnökét II. Erzsébet brit királynő.

## Sportesemények
Formula–1
- 1964 –  olasz nagydíj, Monza - Győztes:  John Surtees  (Ferrari)
- 1970 –  olasz nagydíj, Monza - Győztes:  Clay Regazzoni  (Ferrari)
- 1987 –  olasz nagydíj, Monza - Győztes: Nelson Piquet  (Williams Honda)
- 2015 –  olasz nagydíj, Monza - Győztes: Lewis Hamilton   (Mercedes)

Kamion-Európa-bajnokság
- 2015 –  magyar nagydíj, Hungaroring - Győztesek:  Kiss Norbert,  Antonio Albacete

## Születések
- 1524 – Pierre de Ronsard francia költő († 1585)
- 1577 – Pietro Tacca olasz szobrász († 1640)
- 1666 – V. Iván orosz cár Oroszország társuralkodó cárja († 1696)
- 1729 – Moses Mendelssohn német író, filozófus († 1786)
- 1757 – Gilbert du Motier de La Fayette francia forradalmár, tábornok, politikus († 1834)
- 1766 – John Dalton brit kémikus, fizikus, a színvakság leírója, atomelmélet kidolgozója († 1844)
- 1781 – Anton Diabelli osztrák zeneszerző († 1858)
- 1802 – Alcide d’Orbigny francia természettudós, zoológus és paleontológus († 1857)
- 1852 – Schalk Willem Burger búr politikus, ügyvéd, katonai vezető , államférfi († 1918)
- 1869 – Felix Salten (er. Siegmund Salzmann) magyar származású osztrák író, a „Bambi” szerzője († 1945)
- 1876 – John James Rickard Macleod Nobel-díjas skót fiziológus, az inzulin felfedezője († 1935)
- 1879 – Joseph Wirth német matematikus, politikus († 1956)
- 1889 – Johan Béla egészségpolitikus, orvos, patológus, mikrobiológus, az MTA tagja († 1983)
- 1891 – Yrjö Väisälä finn meteorológus és csillagász († 1971)
- 1892 – Edward Victor Appleton Nobel-díjas angol fizikus († 1965)
- 1900 – Vlko Cservenkov bolgár kommunista politikus, Dimitrov sógora, pártfőtitkár, miniszterelnök, Sztálin követője († 1980)
- 1901 – Bilicsi Tivadar magyar színész, érdemes és kiváló művész († 1981)
- 1903 – Kadosa Pál kétszeres Kossuth-díjas zeneszerző, zongoraművész, zenepedagógus († 1983)
- 1904 – Keresztury Dezső Széchenyi-díjas magyar író, költő († 1996)
- 1906 – Sághy István magyar színész († 1993)
- 1908 – Nemes Dezső Kossuth-díjas történész, politikus, a Magyar Tudományos Akadémia tagja († 1985)
- 1908 – Pártay Tivadar magyar újságíró, kisgazda politikus († 1999)
- 1911 – Serflek Gyula magyar mezőgazdász, politikus († 1971)
- 1912 – Nicolas Schöffer (Schöffer Miklós) magyar születésű francia festőművész, szobrászművész, konstruktőr († 1992)
- 1913 – Leônidas da Silva brazil labdarúgócsatár, edző, kommentátor († 2004)
- 1915 – Franz Josef Strauss német politikus, bajor tartományi miniszterelnök († 1988)
- 1919 – Gottfried Dienst svájci nemzetközi labdarúgó-játékvezető († 1998)
- 1921 – Tamássy Zdenko Erkel-díjas magyar zeneszerző († 1987)
- 1923 – II. Péter jugoszláv király a Jugoszláv Királyság harmadik, egyben utolsó királya († 1970)
- 1924 – John Melcher amerikai politikus († 2018)
- 1925 – Andrea Camilleri olasz író, rendező († 2019)
- 1925 – Jimmy Reed amerikai blues énekes († 1976)
- 1929 – Fried Ervin magyar matematikus († 2013)
- 1932 – Paláncz Ferenc Jászai Mari-díjas színművész († 2001)
- 1939 – Tonegava Szuszumu japán biológus, molekuláris genetikus
- 1941 – Máthé Gábor magyar jogtörténész, egyetemi tanár
- 1941 – Varecza Árpád matematikus, főiskolai tanár († 2005)
- 1943 – Benczúr László magyar műépítész
- 1943 – Roger Waters brit rockzenész, a Pink Floyd együttes alapító tagja
- 1948 – Hegedűs Csaba magyar olimpiai bajnok birkózó
- 1951 – Ribli Zoltán magyar sakkozó
- 1952 – Vladimir Kazachyonok szovjet válogatott orosz labdarúgó, edző († 2017)
- 1954 – Rékai Nándor magyar színész
- 1955 – Finnbogi Arge feröeri politikus
- 1955 – Polt Péter jogász, 2000–2006 között, és 2010 óta a Magyar Köztársaság legfőbb ügyésze
- 1957 – Michaëlle Jean kanadai politikus, diplomata, televíziós műsorvezető, újságíró
- 1957 – Jose Sócrates portugál politikus
- 1962 – Chris Christie amerikai ügyvéd, politikus
- 1963 – Kiprich József válogatott labdarúgó, edző
- 1963 – Geert Wilders holland politikus
- 1964 – Rosie Perez amerikai színésznő
- 1966 – Emil Boc román politikus
- 1967 – Igor Štimac horvát labdarúgó
- 1970 – Gál Kinga magyar jogász
- 1971 – Dolores O’Riordan ír zenész, a The Cranberries együttes frontembere († 2018)
- 1972 – Idris Elba brit színész, producer, énekes, rapper
- 1972 – China Miéville brit fantasy író
- 1972 – Solymosi Péter magyar nemzetközi labdarúgó-játékvezető
- 1973 – Carlo Cudicini olasz labdarúgó
- 1974 – Tim Henman angol teniszező
- 1975 – Sylvie Becaert francia sílövő
- 1976 – Alain Raguel francia labdarúgó
- 1976 – Bagi Iván magyar humorista
- 1976 – Lovász László magyar televíziós és rádiós producer és műsorvezető
- 1977 – Novák Katalin magyar politikus, miniszter, köztársasági elnök
- 1978 – Szava Homare japán labdarúgó
- 1980 – Joseph Yobo nigériai válogatott labdarúgó
- 1981 – Abe Júki japán labdarúgó
- 1983 – Stephen Kelly ír labdarúgó
- 1984 – Helena Jonsson svéd sílövő
- 1984 – Thomas Dekker holland kerékpáros
- 1985 – Alberto Valerio brazil autóversenyző
- 1985 – Elias Granath svéd jégkorongozó
- 1985 – Tóth Imre magyar motorversenyző
- 1986 – Alexander Grimm német kajakos
- 1986 – Thomas Lüthi svájci motorversenyző
- 1998 – Michele Perniola olasz énekes

## Halálozások
- 0394 – Arbogast frank származású hadvezér, II. Valentinianus római császár idején a magister militium tisztséget viselte, 392-394-ig a Nyugatrómai Birodalom tényleges uralkodója
- 0972 – XIII. János pápa (* 938)
- 1536 – William Tyndale angol protestáns bibliafordító (* 1494 körül)
- 1566 – I. Szulejmán, az Oszmán Birodalom tizedik szultánja (* 1494)
- 1683 – Jean-Baptiste Colbert francia gazdaságpolitikus, államférfi (* 1619)
- 1868 – Szendrey Júlia magyar költőnő, Petőfi Sándor felesége (* 1828)
- 1885 – Narcís Monturiol spanyol mérnök, feltaláló (* 1819)
- 1886 – Petrás Ince János minorita szerzetes, misszionárius (* 1813)
- 1904 – Czetz János honvéd tábornok (* 1822)
- 1907 – Sully Prudhomme francia költő (* 1839)
- 1909 – Bartal Antal klasszika-filológus, az MTA tagja (* 1829)
- 1918 – Pilisi Lajos színész, haditudósító (* 1878)
- 1922 – Mihalik Kálmán magyar zeneszerző, a Székely (Erdélyi) Himnusz komponistája (* 1896)
- 1933 – Nyáry Albert festőművész, író és történész (* 1871)
- 1942 – Szilágyi László magyar költő, író, újságíró, operett-szövegkönyvíró (* 1898)
- 1948 – Kogutowicz Károly geográfus, térképész, egyetemi tanár, Kogutowicz Manó fia (* 1886)
- 1951 – James Watson Gerard amerikai politikus (* 1867)
- 1960 – Piller György kétszeres olimpiai bajnok vívó (* 1899)
- 1961 – Bánó Iván magyar földbirtokos, gazdasági főtanácsos, országgyűlési képviselő (* 1888)
- 1961 – Gombaszögi Frida magyar drámai színésznő (* 1890)
- 1962 – Hanns Eisler német zeneszerző (* 1898)
- 1974 – Olga Baclanova orosz származású amerikai színésznő (* 1896)
- 1977 – Hajnal Anna József Attila-díjas magyar költő, író (* 1907)
- 1990 – Bereznai Gyula matematikus, főiskolai tanár (* 1921)
- 1994 – James Clavell brit-amerikai író, forgatókönyvíró, rendező (* 1921)
- 1997 – Zsurzs Éva Kossuth-díjas filmrendező (* 1925)
- 1998 – Kuroszava Akira japán filmrendező (* 1910)
- 1999 – Mendelényi Tamás olimpiai bajnok magyar kardvívó (* 1936)
- 2003 – Harry Goz amerikai színész (* 1932)
- 2004 – Szerencsi Éva magyar színésznő (* 1952)
- 2007 – Luciano Pavarotti olasz operaénekes (tenor), a Három Tenor egyike (* 1935)
- 2010 – Clive Donner angol filmrendező (* 1926)
- 2012 – Oscar Rossi argentin labdarúgó (* 1930)
- 2014 – Balogh Emese magyar színésznő (* 1939)
- 2014 – Kira Alekszejevna Zvorikina szovjet sakkmester (* 1919)
- 2018 – Burt Reynolds Emmy-díjas amerikai színész (* 1936)
- 2019 – Kara Tünde Jászai Mari-díjas magyar színművész (* 1974)
- 2019 – Robert Mugabe zimbabwei politikus, Zimbabwe elnöke, diktátora (* 1924)
- 2020 – Orosz Lujza Poór Lili-díjas kolozsvári színésznő (* 1926)
- 2021 – Vitányi Iván magyar szociológus, esztéta, politikus (* 1925)
- 2021 – Jean-Paul Belmondo francia színész, producer (* 1933)

## Nemzeti ünnepek, emléknapok, világnapok
- Szváziföldi Királyság: A Függetlenség napja
- São Tomé és Príncipe: a Hadsereg napja